# U-266
U-266 — средняя немецкая подводная лодка типа VIIC времён Второй мировой войны.

## История
Заказ на постройку субмарины был отдан 15 августа 1940 года. Лодка была заложена 1 августа 1941 года на верфи Бремен-Вулкан под строительным номером 31, спущена на воду 11 мая 1942 года. Лодка вошла в строй 24 июня 1942 года под командованием оберлейтенанта Ханнеса Лейнеманна.

### Командиры
- 24 июня 1942 года — 11 сентября 1942 года Ханнес Лейнеманн
- 12 сентября 1942 года — 15 мая 1943 года капитан-лейтенант Ральф фон Йессен

### Флотилии
- 24 июня 1942 года — 31 декабря 1942 года — 8-я флотилия (учебная)
- 1 января 1943 года — 15 мая 1943 года — 7-я флотилия

### История службы
Лодка совершила 2 боевых похода, потопила 4 судна суммарным водоизмещением 16 089 брт. Потоплена 15 мая 1943 года в Северной Атлантике в районе с координатами 45°28′ с. ш. 10°20′ з. д. глубинными бомбами с британского самолёта типа «Галифакс», 47 погибших (весь экипаж).
До апреля 1990 года историки считали, что лодка была потоплена 14 мая 1943 года в Северной Атлантике в районе с координатами 47°45′ с. ш. 26°57′ з. д. глубинными бомбами с британского самолёта типа «Либерейтор».
На самом деле, это была атака против U-403, избежавшей повреждений.

### Волчьи стаи
U-266 входила в состав следующих «волчьих стай»:
- Jaguar 12 — 23 января 1943
- Pfeil 2 — 9 февраля 1943
- Amsel 25 апреля — 4 мая 1943
- Amsel II 4 — 6 мая 1943